# Wenkheim (Werbach)
Wenkheim ist ein Ortsteil der Gemeinde Werbach im Main-Tauber-Kreis in Baden-Württemberg.

## Geographie

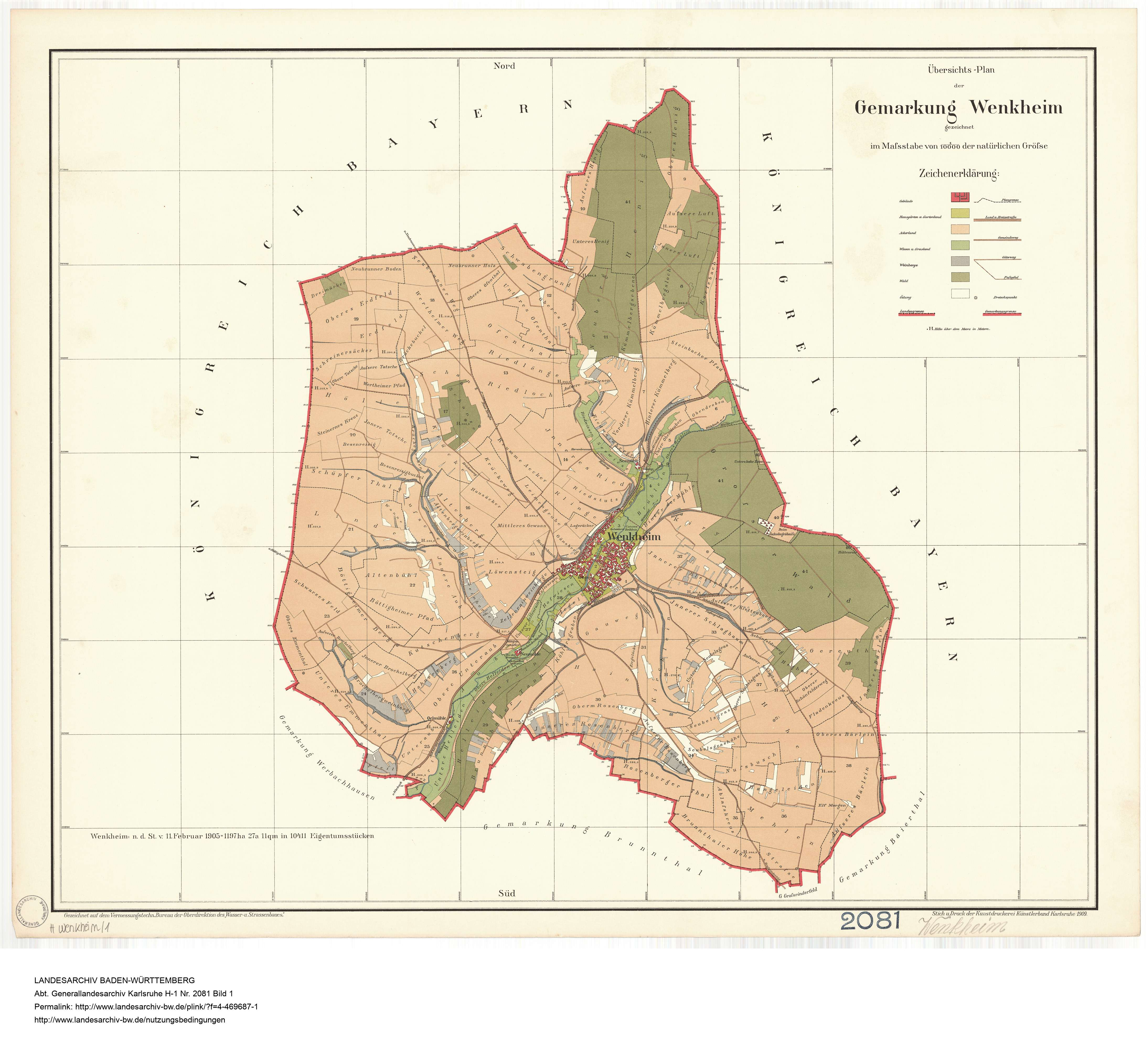
Gemarkung von Wenkheim, 1909

### Geographische Lage
Wenkheim liegt etwa sieben Kilometer nordöstlich von Werbach im Welzbachtal. Wenkheim ist, mit nur zwei Kilometern Abstand zur bayerischen Landesgrenze, der östlichste Ort der Gemeinde. Der Ort hat 614 Einwohner (31. Dezember 2020) und ist mit 1193 Hektar der flächenmäßig größte Ortsteil der Gemeinde Werbach.

### Dorfgliederung
Zur ehemaligen Gemeinde Wenkheim gehören das Dorf Wenkheim, die Höfe Neumühle, Öl- und Sägmühle, Seemühle und der Wohnplatz Siedlung Mehlen.

### Wappen
Die Blasonierung des Wenkheimer Wappens lautet: In geteiltem Schild oben in Gold ein wachsender, linksblickender, rot bezungter schwarzer Adler, unten in Blau zwei goldene Rosen nebeneinander.

### Schutzgebiete
In Wenkheim liegen Teile des Wasserschutzgebietes Welzbachtal (WSG-Nr. 128131), das mit einer Verordnung vom 3. Februar 2004 eingerichtet wurde und 2.442,43 ha umfasst.

## Geschichte

### Mittelalter
Im Jahre 800 wurde Wenkheim erstmals als Wencheim urkundlich erwähnt. 1149 wurde der Ort Wegengheim genannt. Es wird vermutet, dass die Herren von Wenkheim, die später in Thüringen saßen, ursprünglich aus Wenkheim stammen.

### Neuzeit
Ab 1625 war der Ort Bestandteil der Grafschaft Löwenstein-Wertheim. 1673 brannten die Franzosen das Wenkheimer Schloss nieder. Im Jahre 1750 brannte ein Großteil Wenkheims nieder und 1776 wurde der Ort bei einem Unwetter schwer verwüstet. 1806 kam Wenkheim unter die Landeshoheit des Großherzogtums Baden.
Am 31. Dezember 1973 kam Wenkheim zur Gemeinde Werbach.

## Religion

### Christentum
In Wenkheim besteht eine römisch-katholische Pfarrgemeinde St. Maria. Diese gehört zur Seelsorgeeinheit Großrinderfeld-Werbach im Dekanat Tauberbischofsheim.
Die Evangelische Kirchengemeinde Wenkheim gehört zum Kirchenbezirk Wertheim.

### Jüdische Gemeinde Wenkheim

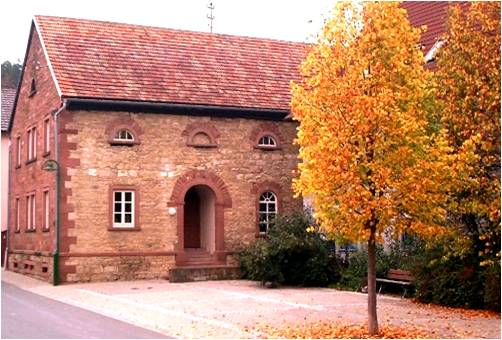
Die Synagoge der ehemaligen jüdischen Gemeinde Wenkheim (2013)

Die jüdische Gemeinde Wenkheim entstand im 16. Jahrhundert. Der Ort ist für seine jüdische Geschichte bekannt, erstmals werden 1576 und 1591 Juden am Ort genannt. Neben der früheren Synagoge Wenkheim besaß die jüdische Gemeinde Wenkheim eine jüdische Schule, ein rituelles Bad und den jüdischen Friedhof Wenkheim. Bei den Novemberpogromen 1938 wurde die Synagoge demoliert. Bis 1940 emigrierte über die Hälfte der jüdischen Einwohner (22 in die USA, 8 nach Palästina). Am 22. Oktober 1940 wurden die letzten 11 jüdischen Einwohner Wenkheims, während der Wagner-Bürckel-Aktion, in das Camp de Gurs deportiert.

## Wirtschaft und Infrastruktur

### Ansässige Unternehmen
An der Wenkheimer Neumühle befindet sich eine Agrar-Niederlassung der ZG Raiffeisen, in der alle Getreidesorten sowie Raps erfasst und gelagert werden. Am Standort gibt es eine Dinkelentspelzung.
Am Wiesenweg 2 findet sich der EDEKA Supermarkt.
In der Lindenstraße befindet sich eine der letzten Feinsattlereien Deutschlands. Das Ladenlokal befindet sich in der Hindenburgstraße. Hier werden Lederwaren des täglichen Gebrauchs sowie Lederkunsthandwerk hergestellt.

### Sport
Im Ort existiert der Sportverein TSV Wenkheim, welcher 1958 gegründet wurde.

### Welzbachbad

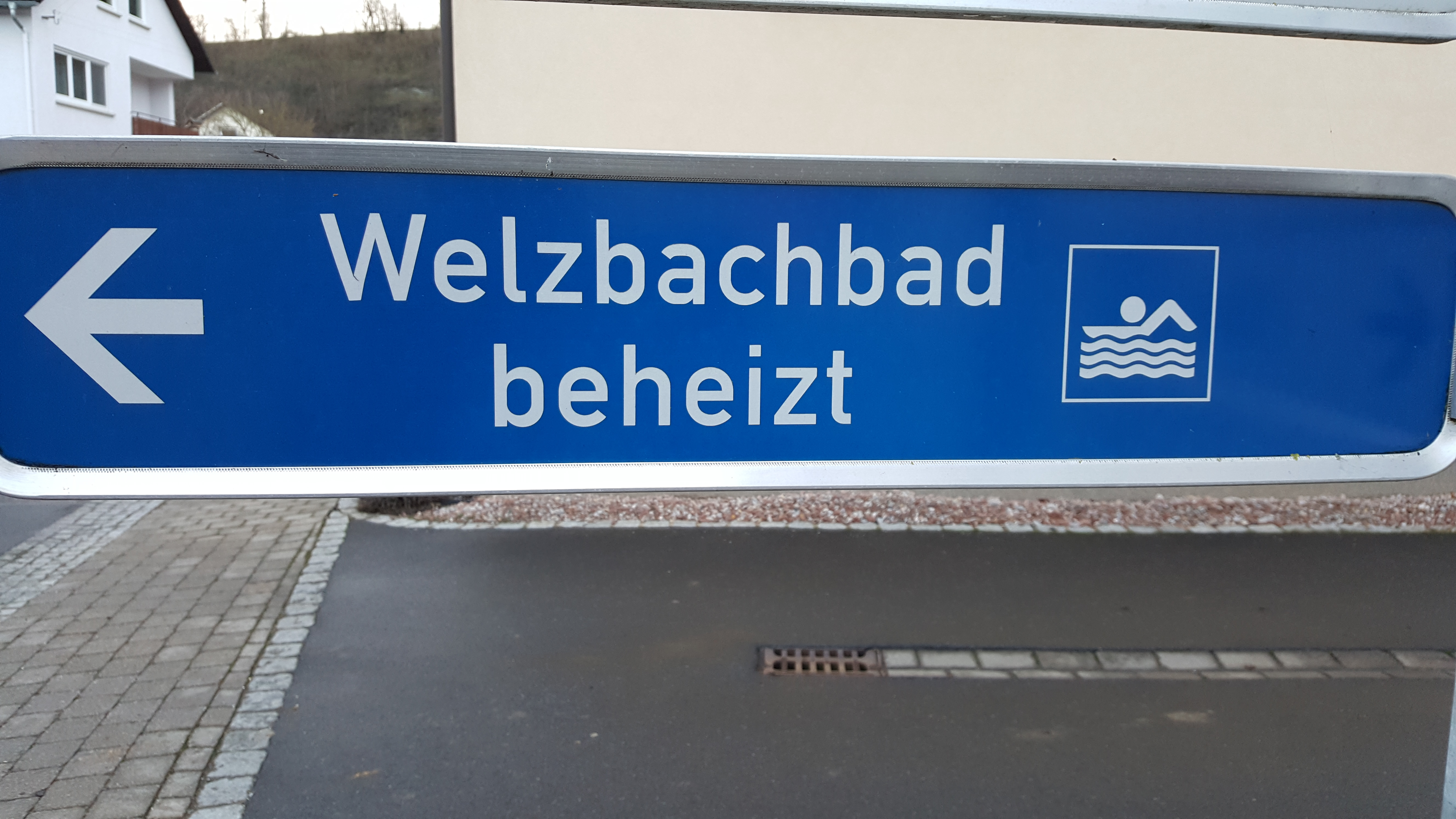
Hinweisschild für das Welzbachbad

Im Ort befindet sich mit dem Welzbachbad ein solarbeheiztes Freibad.

### Kneip-Anlage
Die Wenkheimer Kneipp-Anlage wurde Ende Juni 2019 am Denkmalplatz eingeweiht.

### Welzbachtalradweg
Der Welzbachtalradweg verbindet den Ort nach etwa acht Kilometern in südwestlicher Richtung in Werbach mit dem Taubertalradweg. In nordöstlicher Richtung führt der Welzbachtalradweg bis nach Oberaltertheim. Von dort besteht über weitere Radwege ein Anschluss bis zum Main-Radweg bei Würzburg.

### Kulturdenkmale

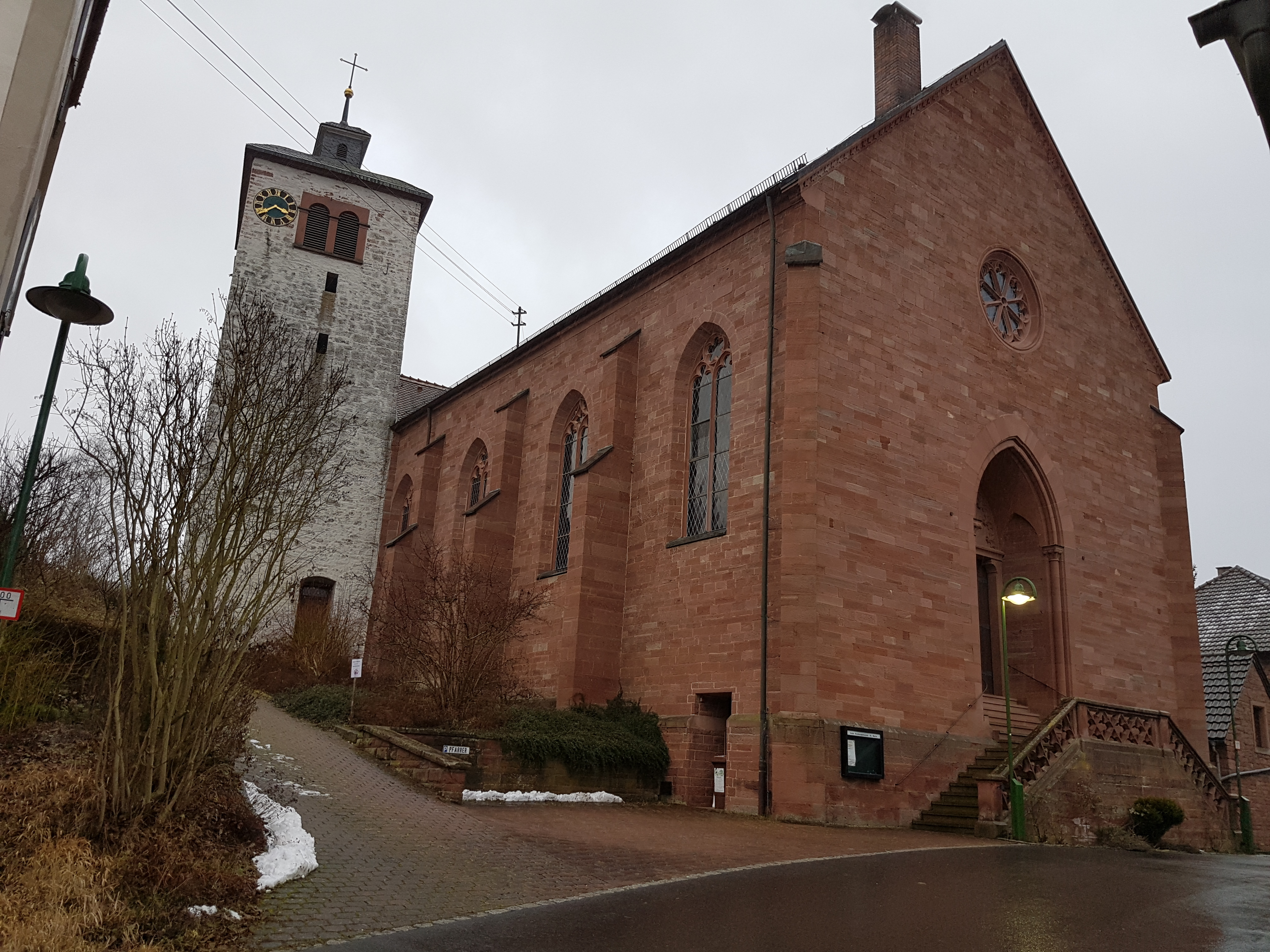
Die Marienkirche in Wenkheim (2017)

## Kultur und Sehenswürdigkeiten

### Pfarrkirche St. Maria
Die in den 1850er Jahren erbaute Kirche St. Maria befindet sich im Ort.

### Synagoge Wenkheim
Die Synagoge der ehemaligen jüdischen Gemeinde des Ortes wurde 1841 errichtet.

### Naherholung
Die Wenkheimer Kneipp-Anlage am Denkmalplatz wurde Ende Juni 2019 eingeweiht.

## Vereine
- DLRG Ortsgruppe Wenkheim[15]
- Förderverein Evangelische Kirche Wenkheim[16]
- Förderverein Welzbach Grundschule Wenkheim[17]
- Gesangverein Eintracht Wenkheim[18]
- Modellflugsportverein Wenkheim[19]
- Schützenverein Wenkheim[20]
- Schwimmbadförderverein Welzbachtal[21]
- TSV-Wenkheim[22]
- Obst- und Gartenbauverein Wenkheim[23]